# Lamoral-Antoine de la Motte Baraffe
 (mars 2025).
Motif : Où sont les sources secondaires centrées démontrant l'admissibilité selon les WP:CAA?
- Archive Wikiwix
- Bing
- Cairn
- DuckDuckGo
- E. Universalis
- Gallica
- Google
- G. Books
- G. News
- G. Scholar
- Persée
- Qwant
- (zh) Baidu
- (ru) Yandex
- (wd) trouver des œuvres sur Wikidata

| 1. | Préciser le motif de la pose du bandeau. | Précisez le motif de la pose du bandeau en utilisant la syntaxe suivante : {{admissibilité à vérifier\|date=août 2025\|motif=remplacez ce texte par le motif}}                                           |
| 2. | Informer les utilisateurs concernés.     | Pensez à avertir le créateur de l'article, par exemple, en insérant le code ci-dessous sur sa page de discussion : {{subst:avertissement admissibilité à vérifier\|Lamoral-Antoine de la Motte Baraffe}} |

 (mars 2025).
Lamoral Antoine François Joseph de la Motte Baraffe (Tournai, 30 mai 1757 – Bléharies, 24 mai 1832) était un noble, propriétaire foncier et un homme politique des Pays-Bas méridionaux.

## Diplômes anciens
En 1579, François de la Motte, seigneur de Baraffe et de Bourquembray, est fait chevalier de la main du roi Philippe II d'Espagne.
En 1612, l'archiduc Albert accorde le titre personnel de chevalier au fils de François, Jean de la Motte, écuyer, seigneur d'Isque.
En 1613, les archiducs accordèrent le titre personnel de chevalier au frère de Jean, François de la Motte Baraffe, seigneur de Baraffe et ancien officier d'une compagnie d'ordonnances.
En 1766, l'impératrice Marie-Thérèse accorde une augmentation d'armoiries à Marie-Thérèse de Formanoir et à ses cinq enfants, avec rétroaction à son défunt mari Nicolas-François de la Motte Baraffe, seigneur de Bourquembray.

## Famille
Lamoral-Antoine de la Motte Baraffe, fils de Nicolas-François précité, fut le dernier seigneur de Lesdain, Rosne, Haudion et Bourquembray. Durant la période française, il devient échevin de Tournai et maire de Lesdain. Il épousa à Gand en 1781 Marie-Madeleine Hellin (1751-1823), nièce du célèbre chanoine Auguste-Emmanuel Hellin. Ils eurent cinq enfants. En 1816, à l'époque du Royaume uni des Pays-Bas, iI obtint reconnaissance de noblesse en même temps que sa désignation comme membre du corps équestre du Hainaut. Ses enfants sont:
1. Emmanuel-Auguste, baron de la Motte Baraffe, par décret de son admission dans le corps équestre de la province de Hainaut, en date du 15 septembre 1815, né à Tournai, le 15 septembre 1782, y baptisé, en l'église de Saint-Nicolas, le 7 octobre suivant, fut sous la domination française membre de la Régence de Tournai, du Collège électoral et du Conseil de la même ville. En 1814, il se range du côté des Alliés et du prince d'Orange. Il fut successivement: intendant (gouverneur) du Hainaut, conseiller d'Etat, membre de la Seconde Chambre des États généraux des Pays-Bas et de l'Ordre équestre du Hainaut, chevalier de l'Ordre du Lion néerlandais. Il mourut à Erre (Nord), le 9 mai 1852, après avoir épousé, au château de Merlain, à Jollain, lez-Antoing, le 18 pluviose, an XI (7 février 1803), Marie-Alexandrine-Josephe le Vaillant de Jollain, née à Arras, y baptisée à Saint-Jean, le 11 avril 1782, morte à Tournai, le 4 septembre 1851, fille d'Alexandre-François-André-Joseph, écuyer, seigneur de Jollain, de Merlain, du Chastelet, etc., capitaine au régiment Royal-Suédois au service de France, et de Marie-Caroline-Agnès de Brandt de Maizières. Ils ont eu six enfants, mais sans autres descendances[2].
2. Marie-Antoinette-Sophie, baptisée à Saint-Brice de Tournai, le 22 mars 1785, morte à Bruxelles, le 30 septembre 1858, épousa, en premières noces, à Wez-Velvain, le 24 avril 1816, Alexandre-Charles-Aimable de Biaudos, chevalier, marquis de Castéja, chevalier de la Légion d'honneur, âgé de 28 ans, né à Ligny (Meuse), fils de feu Louis-Anne-Alexandre de Biaudos, chevalier, marquis de Castéja, gouverneur-lieutenant du Roi des ville et château de Saint-Dizier, ancien capitaine au régiment de Dauphin-cavalerie, seigneur haut-justicier des terres et baronnies de Treveray, de St-Joire (lez-Commerey) et de la Neuville, membre du corps de la Noblesse d'Artois et de la marquise Marie-Joséphine-Védastine, née baronne du Pire d'Hinges, sa seconde femme[2].
3. Denis-Joseph de la Motte Baraffe, écuyer, né à Tournai, le 5 septembre 1787, y baptisé en l'église de Saint-Brice le 25 du même mois, mort au château de Montignies-sur-Roc (Hainaut), le 14 août 1820, épousa, au château de la Howardries, le 7 novembre 1811, Virginie-Ghislaine-Alexandrine-Louise, comtesse du Chastel de la Howarderie et du Saint-Empire-Romain-Allemand, baptisée à Saint-Jacques de Tournai, le 16 novembre 1793, décédée à Stalle-sous-Uccle, lez-Bruxelles, le 29 août 1847, fille de Ferdinand-Ernest-Joseph-Antoine-Marie-Albéric, comte du Chastel de la Howarderie et du Saint-Empire-Romain-Allemand, vicomte titulaire de Haubourdin et d'Emmerin, sire et vicomte de la Howardries et de Neuvireuil, seigneur d'Aix-en-Pévèle, de Cavrines, d'Auberbus, de Bléquy, d'Escramel, etc., et de la comtesse Alexandrine-Eugénie-Joséphe-Désirée-Ghislaine, née de Waziers-Wavrin. Ils ont une descendance jusqu'à nos jours, principalement installée à Montignies-sur-Roc et Seneffe. Parmi eux se trouvaient les bourgmestres de Montignies-sur-Roc et de Seneffe[3].
4. Marie-Thérèse-Julie, baptisée à Saint-Nicolas de Tournai, le 31 octobre 1788, morte au château de Bellem (Flandre orientale), le 29 novembre 1868, épousa, à Tournai, le 28 février 1810, Octave-Joseph, baron de Blondel de Beauregard, chevalier, né à Douai, y baptisé en l'église de Saint-Jacques, le 25 juin 1771, mort le 8 janvier 1827, fils de Jean-Baptiste-Joseph, baron de Blondel, chevalier, seigneur de Beauregard,, officier au service de France, membre de la Noblesse aux États d'Artois, et de Reine-Elisabeth de Partz, dame de Viane.
5. Marie-Charlotte-Justine, baptistée à Saint-Nicolas de Tournai, le 27 octobre 1790, morte au château de Viane (nl), le 29 mai 1848, épousa à Tournai, le 25 avril 1810, Eustache-Joseph-Marie, baron de Blondel de Beauregard de Viane, né au château de Viane, le 13 juin 1775, y décédé le 17 novembre 1848, membre de l’Ordre équestre de la Flandre-Orientale, Chambellan du roi des Pays-Bas. Frère du précédent[2].

## Littérature
- « Généalogie de la Motte Baraffe », dans Annuaire de la Noblesse de Belgique, Bruxelles, 1858.
- Luc Duerloo et Paul Janssens, Armorial de la Noblesse belge, Bruxelles, 1992.
- Oscar Coomans de Brachène, État présent de la noblesse belge, Bruxelles, 1995.
- Paul-Armand du Chastel de la Howarderie-Neuvireuil, Notices généalogiques tournaisiennes, dressées sur titres par le Cte P.-A. Du Chastel de La Howarderies-Neuvireuil...., t. 1, 1881-1887 (lire en ligne).